# Tour Mundial de Baloncesto 3x3
El Tour Mundial de Baloncesto 3x3 es la competición anual de dicho deporte. Consta de varias rondas clasificatorias y una ronda final, y todas ellas se disputan en sedes distintas. Desde 2012 es una competición regular, en aquella ocasión, en Miami, el equipo puertorriqueño de "San Juan" logró su primer título en la competición.
Existen tres variantes del evento, la variante masculina, la variante femenina y la mixta. En cada variante hay 4 jugadores por equipo, donde en la mixta dos son hombres y dos son mujeres.
Es reglamentado por FIBA desde su comienzo y actualmente cuenta con seis torneos clasificatorios.

## Historial

### Finales
| Año          | Sede       | Campeón           | Resultado | Subcampeón      | Semifinalistas       | Semifinalistas        |
| ------------ | ---------- | ----------------- | --------- | --------------- | -------------------- | --------------------- |
| 2012 Detalle | Miami      | San Juan          | 20-16     | Split           | Ljubljana            | Edmonton              |
| 2013 Detalle | Estambul   | Brezovica         | 19-13     | Novi Sad        | Caracas              | Kranj                 |
| 2014 Detalle | Tokio      | Novi Sad          | 21-11     | Saskatoon       | Bucarest             | Kranj                 |
| 2015 Detalle | Abu Dabi   | Novi Sad Al-Wahda | 17-14     | Kranj           | NY Harlem            | Trbovlje              |
| 2016 Detalle | Abu Dabi   | Ljubljana         | 21-12     | Hamamatsu       | Caguas               | Novi Sad              |
| 2017 Detalle | Beijing    | Zemun Master      | 19-17     | Novi Sad        | Piran                | Riga                  |
| 2018 Detalle | Beijing    | Novi sad          | 20-18     | Riga Ghetto     | Amsterdam Inoxdeals  | Zemun                 |
| 2019 Detalle | Utsunomiya | Novi sad          | 21-17     | Princeton       | Riga Ghetto          | Amsterdam             |
| 2020 Detalle | Yeda       | Riga              | 21-20     | Liman           | Utena Uniclub        | Novi Sad              |
| 2021 Detalle | Yeda       | Liman             | 21-14     | Gagarin         | Amsterdam Talent&Pro | Antwerp               |
| 2022 Detalle | Abu Dabi   | Ub Huishan Ne     | 21-18     | Viena           | Amsterdam HiPro      | Antwerp               |
| 2023 Detalle | Yeda       | Ub Huishan Ne     | 21-15     | Amsterdam HiPro | Antwerp              | Partizan              |
| 2024 Detalle | Hong Kong  | Amsterdam         | 22-20     | París           | Riffa                | Raudondvaris Hoptrans |

### Premios

#### Jugador Más Valioso
| Year | Player              | Team              |
| ---- | ------------------- | ----------------- |
| 2015 | Dušan Domović Bulut | Novi Sad Al-Wahda |
| 2016 | Jasmin Hercegovac   | Ljubljana         |
| 2017 | Stefan Stojačić     | Liman             |
| 2018 | Dušan Domović Bulut | Novi Sad          |
| 2019 | Dominique Jones     | New York Harlem   |
| 2020 | Nauris Miezis       | Riga              |
| 2021 | Kārlis Lasmanis     | Riga              |
| 2022 | Strahinja Stojačić  | Ub Huishan NE     |
| 2023 | Strahinja Stojačić  | Ub Huishan NE     |
| 2024 | Worthy de Jong      | Amsterdam         |